# West Bountiful
West Bountiful é uma cidade localizada no estado norte-americano de Utah, no Condado de Davis.

## Demografia
Segundo o censo norte-americano de 2000, a sua população era de 4484 habitantes.
Em 2006, foi estimada uma população de 5185, um aumento de 701 (15.6%).

## Geografia
De acordo com o United States Census Bureau tem uma área de
7,7 km², dos quais 7,7 km² cobertos por terra e 0,0 km² cobertos por água.

## Localidades na vizinhança
O diagrama seguinte representa as localidades num raio de 12 km ao redor de West Bountiful.